# Església pròpia
Durant l'edat mitjana, l'església pròpia (del llatí, ecclesia propria, o en alemany Eigenkirche) era una església, abadia o claustre construït en terrenys privats per un senyor feudal, sobre els quals mantenia els seus interessos com a propietari, especialment el dret denominat en la llei anglesa com "advowson", de nomenar al personal eclesiàstic.

## Història
Durant l'Imperi Romà Tardà l'església s'havia organitzat centralment: tots els monestirs i esglésies dins d'un bisbat, incloent el seu personal i les seves propietats, estaven sota la jurisdicció del bisbe local. Ja des de finals del segle v, el Papa Gelasi I va fixar les condicions sota les quals els bisbes podrien consagrar noves esglésies dins de la Santa Seu metropolitana. Una de les condicions era que l'establiment nou estigués dotat amb suficients mitjans per proporcionar vestimenta, llums i manutenció pel sacerdot que servís allí. De vegades l'església era part d'una gran propietat; unes altres elles mateixes cobrien aquestes vastes propietats.
El desenvolupament d'esglésies pròpies va ser un producte del feudalisme. El senyor fundador podia ser un llec, bisbe o abat, però només el bisbe diocesà tenia autoritat per consagrar l'església o ordenar al sacerdot que servís allí. El Concili de Trosly (909) definia tals esglésies com el dominium del senyor feudal, però la gubernatio del bisbe. Era responsabilitat del bisbe assegurar que l'edifici es mantingués en bon estat i adequadament il·luminat i determinar les fronteres parroquials.

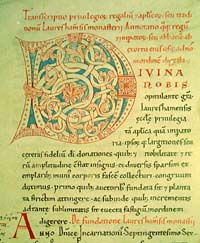
Pàgina d'obertura del Còdex Lorsch, detallant la tinença de terra a Lorsch

## Abadia de Lorsch
Dins de l'imperi carolingi, les regles respecte a les esglésies pròpies havien estat expressament formulades al segle ix, en els concilis reformistes de 808, sota Carlemany i de 818/819, sota Lluís I el Pietós. Llavors, les esglésies pròpies havien estat oficialment reconegudes, però les capitulacions identifiquen alguns dels excessos associats a elles, per la qual cosa es va acordar que el propietari no havia de nomenar ni deposar sacerdots sense el consentiment del bisbe, ni nomenar servitud. Cada església havia d'estar proveïda d'una casa parroquial i el seu jardí, lliures de càrrecs cap al senyor, on el sacerdot es podria mantenir-se, proporcionant serveis espirituals. Els drets dels fundadors propietaris estaven també delimitats i protegits, perquè el bisbe no pogués refusar a ordenar un candidat adequat; la legislació també protegia els drets del fundador sobre les abadies pròpies a nomenar un membre de la família fundadora.
Un exemple d'una església pròpia és la Abadia de Lorsch, fundada en 764 pel comte franc Cancor i la seva mare vídua Williswinda com a església i monestir en la seva propietat, Laurissa. Van confiar la seva administració al nebot de Cancor, Crodegango, Arquebisbe de Metz, que va ser el seu primer abat. En 766 Crodegango va dimitir del seu càrrec, en favor del seu germà Gundeland.
En l'Alemanya del segle viii es va desenvolupar la pràctica de donar una església pròpia a una altra església més gran o catedral amb certes condicions, com reservar l'usdefruit a un membre de la família, de vegades per més d'una generació. De vegades la donació era revocable després del possible retorn d'un hereu distant. Altres condicions ho podien impedir que fossin atorgades com a benefici, sota pena de devolució a la família. L'usdefruit podia ser reservat a una dona (ancilla dei) o un home àdhuc no nascut, ni per descomptat, ordenat, i deixat per al donant per fer provisió per al suport de membres de la família. Una donació formulada en tals termes a una tercera part, servia per proporcionar alguna protecció contra disputes subsegüents amb altres membres de la família.
Ulrich Stutz argumentava que la institució de l'església pròpia va existir particularment en àrees que mai havien estat romanes, entre els irlandesos i els eslaus, i en l'Imperi Romà Oriental, però l'església pròpia és més coneguda a Alemanya, on el Grundherr, el terratinent que havia fundat l'església en la seva propietat i l'assortia de les seves terres, mantenia el dret d'investidura, ja que era el advocatus (en alemany, Vogt) del feu, i responsable de la seva seguretat i bon ordre. Als segles ix i x l'establiment d'esglésies pròpies a Alemanya va arribar al seu màxim. El llec que tenia el càrrec era un abat llec.
L'altar era l'ancora legal al com es vinculaven les estructures, la terra, els drets i els llaços. El propietari i els seus hereus retenien els seus drets legals íntegres sobre la terra en nom del sant les relíquies del qual descansaven sota l'altar. "Pot vendre, prestar o arrendar l'altar, deixar-ho als seus hereus, usar-ho com a dot o hipotecar-ho, sempre que l'església, una vegada consagrada, continués sent utilitzada com a església" Malgrat això, el fundador no podia alienar a qualsevol de la terra o pertinences designades per al manteniment de l'església i sustento del sacerdot. La dedicació de la terra per a ús religiós era una forma d'impedir que fos fragmentada en parcel·les massa petites per a la seva explotació.
Segons George W. O. Addleshaw, els historiadors francesos atribueixen el desenvolupament de les esglésies pròpies a la descentralització que va resultar de la caiguda de l'Imperi Romà Oriental i l'increment de l'autoritat els terratinents romans i merovingis, que assumien la responsabilitat de les esglésies rurals en lloc dels bisbes a les seves seus urbanes.
El dret dels propietaris podia ser concedit fora o otherwise alienat, fins i tot per una suma de diners, el qual comprometia la posició de la comunitat espiritual que ho va servir. En una església parroquial petita aquest dret pot ser trivial, però als territoris alemanys d'Oto I el Gran sigui un control essencial i control a l'església, a través de quina l'Emperador Romà Sant en gran part governat.
La simonia, mera compra d'un lloc eclesiàstic, bé a través de pagament o permuta, era un problema omnipresent, que va ser abordat una vegada i una altra en tots els sínodes de les reformes gregorianes des del segle xi i principis del xii, i va alimentar la Lluita de les Investidures. El sistema del benefici eclesiàstic es va estendre fora de les esglésies pròpies.
Un exemple medieval és l'església de Littleham, a Devon, esmentada el 1422.